# Station Zelhem
Station Zelhem was een station, van het type GOLS klein, aan de voormalige spoorlijn Doetinchem - Hengelo GOLS tussen Doetinchem en Ruurlo. Het station van Zelhem was voor reizigersverkeer geopend van 15 juli 1884 tot 22 mei 1937. Vergeleken met andere dorpen kreeg Zelhem hiermee een vrij klein station. In 1916 is het station vergroot door er een verdieping boven op te zetten.
Tot 28 mei 1972 was er op het laatste deel van de oorspronkelijke spoorlijn nog goederenvervoer vanuit Doetinchem naar Zelhem. In de decennia die daarop volgde heeft het voormalige station onder andere dienst gedaan als vvv-kantoor. Dit kantoor sloot in 2009.
Anno 2020 bevindt het voormalige station zich aan het Stationsplein 10, midden in het centrum van Zelhem.  

## Afbeeldingen

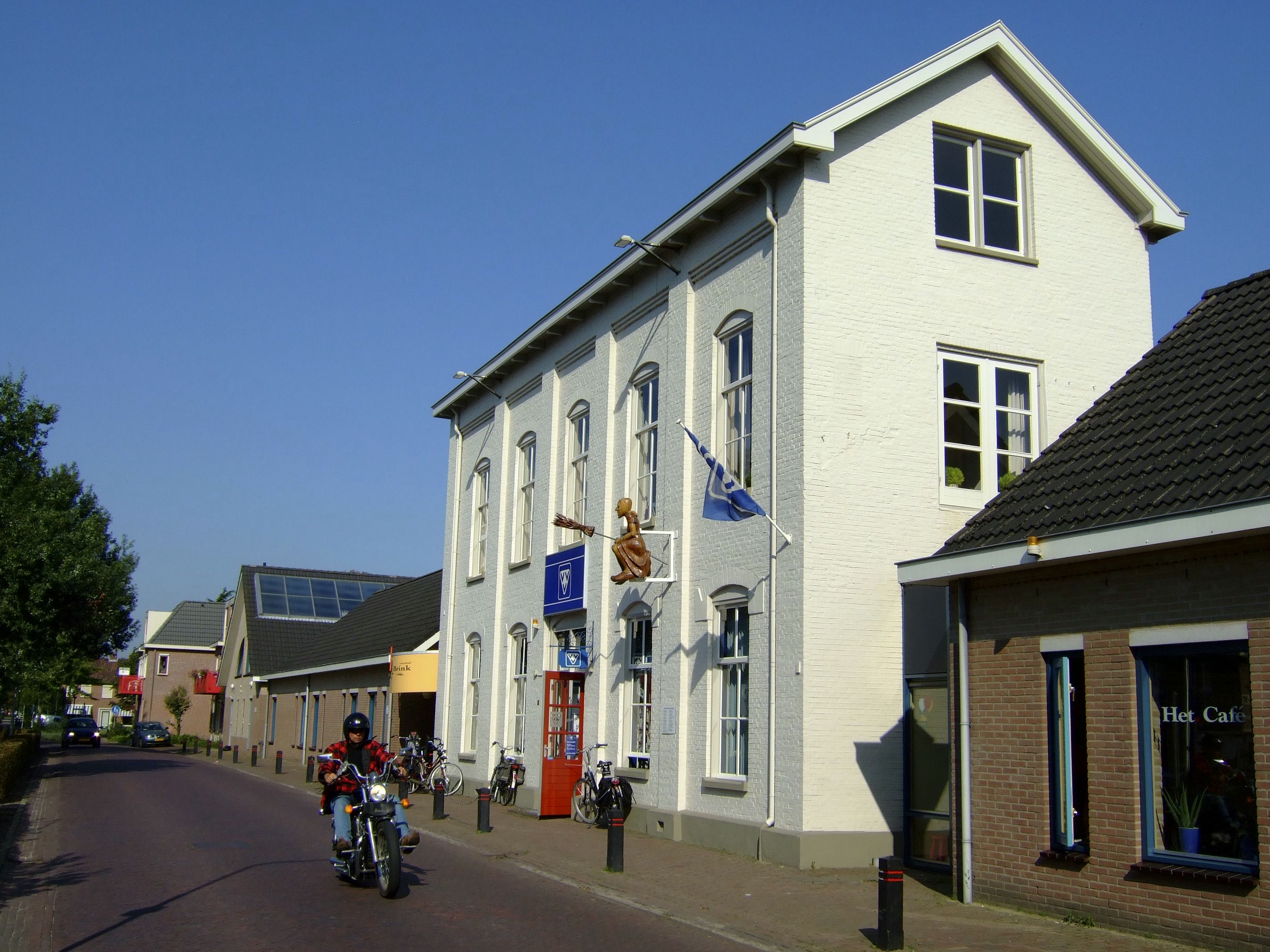
Exterieur; 2006
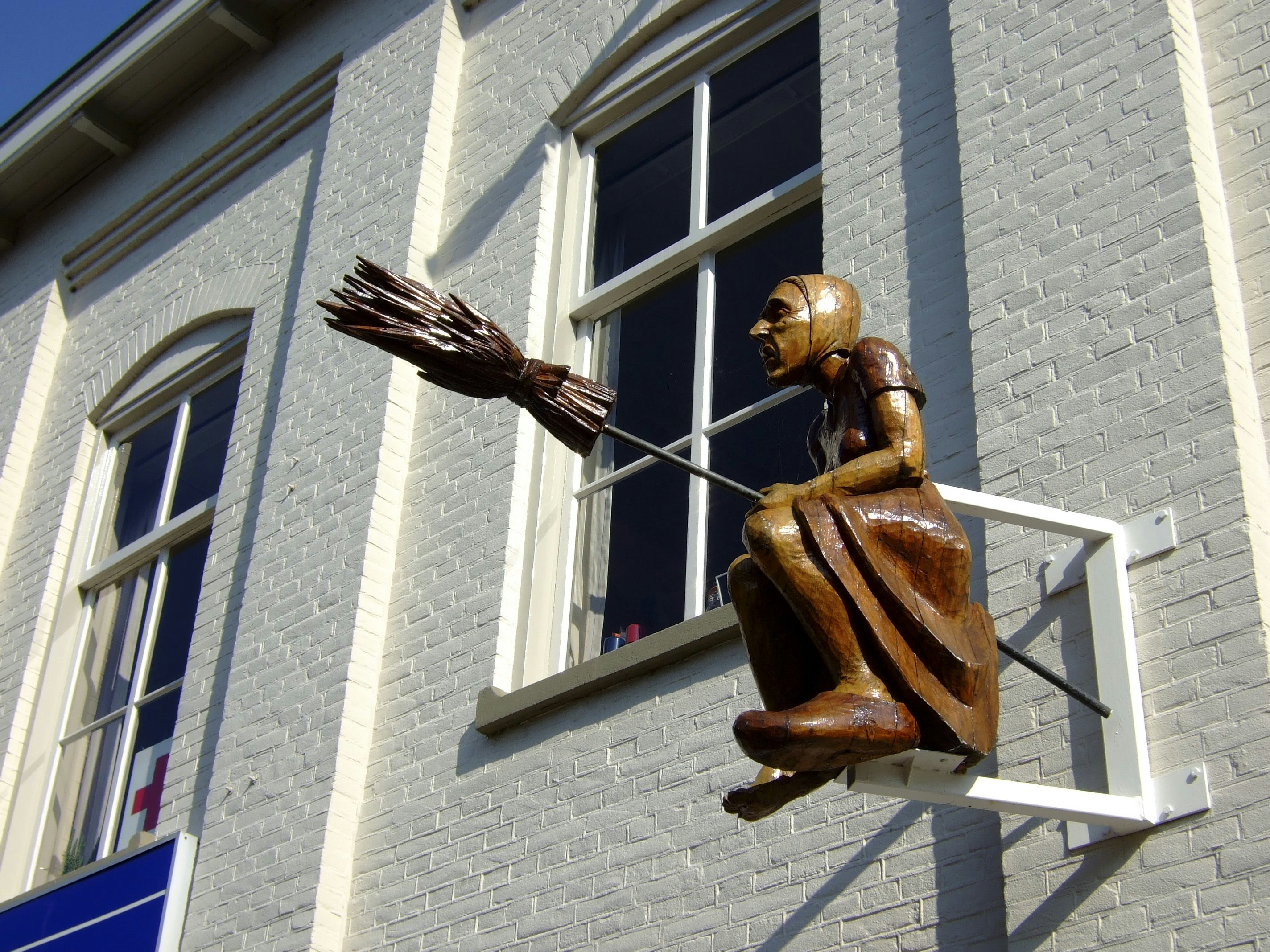
Detail; 2006